# Márta Rafael
Márta Rafael (anhörenⓘ; * 26. Februar 1926 in Budapest; † 7. September 2017 in Woltersdorf) war eine deutsch-ungarische Schauspielerin, Sängerin und Fernsehredakteurin.

## Leben
Sie spielte in ungarischen Filmen mit, bevor sie ab 1960 im Berliner Friedrichstadt-Palast engagiert war. Sie sang in Radio und Fernsehen der DDR Opern, Operetten, Volkslieder und Chanson und moderierte von 1964 bis 1971 die Sendereihe „Zu Gast bei Márta Rafael“. 1966 nahm sie die Schallplatte Der goldene Walnußbaum (Litera) auf: Hier erzählte und sang sie Märchen und Lieder der Freundschaft. Bis 1989 trat sie oft im DDR-Fernsehen auf. 
Sie war rund 40 Jahre mit dem Chefkommentator des DDR-Fernsehens Karl-Eduard von Schnitzler aus der Kölner Bankiersfamilie Schnitzler verheiratet. Besonderes Aufsehen zum Schaden ihres Mannes erregte sie im Juli 1983 durch einen Ladendiebstahl in West-Berlin. Ein Ladendetektiv hatte Rafael beim Verlassen eines Kaufhauses mit gestohlenen Damenstrümpfen im Wert von 16,40 DM gestellt. Der Vorfall erschütterte die Glaubwürdigkeit ihres Ehemanns, der im DDR-Fernsehen konsequent die Berliner Mauer verherrlichte und ebenso West-Berlin verteufelte. Die West-Berliner Medien nahmen Rafaels Tat zum Anlass, ausführlich über das Ausreiseprivileg des Paares und die dadurch ermöglichten Alkoholexzesse Schnitzlers in West-Berliner Bars und seine Einkaufstouren im Konsumtempel KaDeWe zu berichten.

## Werke

### Filmografie
- 1942: Weil ich dich liebe (Férfihűség)
- 1946: Mesél a film
- 1949: Mágnás Miska
- 1949: Díszmagyar
- 1956: A csodacsatár
- 1957: A nagyrozsdási eset
- 1979: Abschied vom Frieden
- 1985: Sachsens Glanz und Preußens Gloria
- 1987: Freischütz in Berlin
- 1989: Der Staatsanwalt hat das Wort: Millionenerben (Fernsehserie, eine Folge)

### Als Herausgeberin
- Ich seh dich an. Bilder, Gedichte und Lieder für Verliebte. Verlag für die Frau, Leipzig, 1975